# Герб Свентокшиского воеводства
Герб Свентокшиского воеводства (пол. Herb Województwa Świętokrzyskiego) — один из официальных символов Свентокшиского воеводства Польши. Утверждён Постановлением Сеймика Свентокшиского воеводства № XXVI/472/12 от 28 декабря 2012 года.

## Описание
Описание герба Свентокшиского воеводства:

Герб Свентокшиского воеводства — четырёхчастный щит в крест. В поле первом синем золотой патриарший крест; в втором красном поле — белый орёл с золотыми клювом и когтями; в третьем восемь красных и серебряных полос поочерёдно; в поле четвёртом синем восемь звёзд шестиконечных золотых.
Оригинальный текст (пол.)Herb Województwa Świętokrzyskiego — tarcza czwórdzielna w krzyż. W polu pierwszym błękitnym krzyż patriarchalny złoty; w polu drugim czerwonym orzeł biały o dziobie i szponach złotych; w polu trzecim osiem czerwonych i srebrnych pasów ułożonych na przemian; w polu czwartym błękitnym osiem gwiazd sześcioramiennych złotych.— Herb Województwa Świętokrzyskiego.

## Значение символов
Герб относится к исторической традиции региона и геральдике времён Речи Посполитой и включает в себя крест лысогурских бенедиктинцев, а также гербы Сандомирского и Краковского воеводств периода польского дворянства.
Во времена Речи Посполитой большая часть территории нынешнего Свентокшиского воеводства входила в состав Сандомирского края. С другой стороны, некоторые районы современных Енджеевского и Казимежского повятов находились в тогдашнем Краковском воеводстве. Граница между провинциями проходила по линии рек Нидзица и Нида.
В первом поле щита изображён герб бенедиктинцев Лысогуры — двойной патриарший или каравакский золотой крест на синем поле. Его верхняя перекладина короче нижней. Символ имеет византийское происхождение. Эти кресты попали в Европу c  реликвариями, большинство из которых были построены в XII веке во время правления императора Мануила I Комнина. Свентокшиский реликварий, вероятно, попал в Польшу из Венгрии, откуда он был привезён королем Стефаном V в 1270 году. В начале XIV века реликварий был подарен Владиславом Локетеком аббатству на Лысой Горе.
На втором красном поле изображен белый орёл, повернутый вправо — герб бывшего Краковского воеводства, а также герб Польского государства и некоторых королевских городов, в том числе Сандомира.
На третьем и четвёртом полях изображён герб бывшего Сандомирского воеводства, изначально представленный в виде рассечённого щита. В настоящее время в соответствующем третьем поле (первоначально: правом поле) восемь красно-серебряных полос, а в четвертом синем поле девять золотых шестиконечных звёзд. Звёзды расположены в три ряда, по три в каждом. Герб  Сандомирской земли, вероятно, был создан в 1355—1370 годах по образцу герба венгерской Анжуйской династии или герба Ягеллонов. В 1355 году король Казимир Великий подписал в присутствии, в том числе, сановников Сандомирской земли, договор о престолонаследии в Польше.
Количество звезд на гербе, вероятно, отражало количество поветов. Описанное Яном Длугошем знамя во время Грюнвальдской битвы  показывает, что изначально было семь звезд — столько же, сколько поветов в то время. Девять звезд в более поздний период могли символизировать девять судебных округов, на которые была разделена земля Сандомира: Сандомир, Хенцины, Опатув, Пилзно, Радом, Стенжицки, Шидлов-Стопница, Тарнув и Вислицки.